# Xã Norway, Quận Republic, Kansas
Xã Norway (tiếng Anh: Norway Township) là một xã thuộc quận Republic, tiểu bang Kansas, Hoa Kỳ. Năm 2010, dân số của xã này là 143 người.